# José Anatolio Ojeda
José Anatolio Ojeda (Río Grande, 22 de enero de 1962) es un analista de sistemas y político argentino del Partido Justicialista, que se desempeñó como senador nacional por la provincia de Tierra del Fuego, Antártida e Islas del Atlántico Sur entre 2015 y 2019.

## Biografía
Nació en Río Grande (Tierra del Fuego) en 1964. En 1992 se recibió de analista de sistemas en la Facultad Regional La Plata de la Universidad Tecnológica Nacional.
En política, milita en el Partido Justicialista. Entre 2000 y 2003 fue coordinador de pesca deportiva en el gobierno provincial de Tierra del Fuego. De 2003 a 2011, fue concejal en su natal Río Grande, por dos períodos consecutivos, y en 2008 fue elegido presidente del Foro de Concejales de la provincia de Tierra del Fuego. Desde junio de 2012 se desempeñó como director de la oficina de la Administración Nacional de la Seguridad Social (ANSES) en Río Grande.
En las elecciones legislativas de 2013, fue candidato a senador nacional suplente en la lista del Frente para la Victoria (FPV) en la provincia de Tierra del Fuego, Antártida e Islas del Atlántico Sur. Asumió como tal en diciembre de 2015, para completar el mandato de Rosana Bertone (elegida gobernadora de la provincia), hasta diciembre de 2019.
En el Senado, fue parte del bloque del FPV hasta 2017, cuando se unió al bloque Justicialista encabezado por el senador por Río Negro, Miguel Ángel Pichetto. Fue presidente de la comisión bicameral investigadora sobre el hundimiento del ARA San Juan (S-42), vicepresidente de la comisión de Defensa Nacional y secretario de la comisión bicameral parlamentaria conjunta argentino-chilena. Además, fue vocal en las comisiones de Presupuesto y Hacienda; de Asuntos Administrativos y Municipales; de Economía Nacional; de Trabajo y Previsión Social; de Minería, Energía y Combustibles; de Sistemas, Medios de Comunicación y Libertad de Expresión; de Ambiente y Desarrollo Sustentable; de Turismo; de Salud; y de los Pueblos Indígenas. Votó a favor de la reforma previsional de 2017 y al año siguiente, a favor del proyecto de Ley de Interrupción Voluntaria del Embarazo.
En las elecciones legislativas de 2019, fue candidato a diputado nacional en la lista del Frente de Todos en Tierra del Fuego, encabezada por Bertone. Sin embargo, el resultado no fue suficiente para que ingresara a la Cámara.